# Trigance
Trigance, település Franciaországban, a Provence-Alpes-Côte d’Azur régióban, Var megyében.

## Fekvése
Grassetől északnyugatra, magas hegyek között, 790 méter magasságban, az 1282 m magasságú Breis-hegy lábánál, a Jabron-völgyben, egy domboldalon fekvő település.

## Története
Környéke már a vaskorban is lakott hely volt, amit a környéken feltárt több e korból származó sír napvilágra kerülése is bizonyít. A falutól 4 km-re északkeletre fekszik a Soleils vár.
A római kor alig hagyott mára megmaradt nyomot a környéken, eltekintve néhány érmétől és egy márvány szarkofágtól.
A település fölött álló vár eredetileg a Marseille-i Szent Viktor-apátság kastélya volt, amely az 1213 méter magas Biach tetején található.
Trigance 1252-ben a provence-i grófok birtoka volt.
Az osztrák örökösödési háború alatt az osztrák–szárd hadsereg szállta meg Trigance-t.

## Nevezetességek
- Szent Rókus-kápolna
- Híd

## Galéria

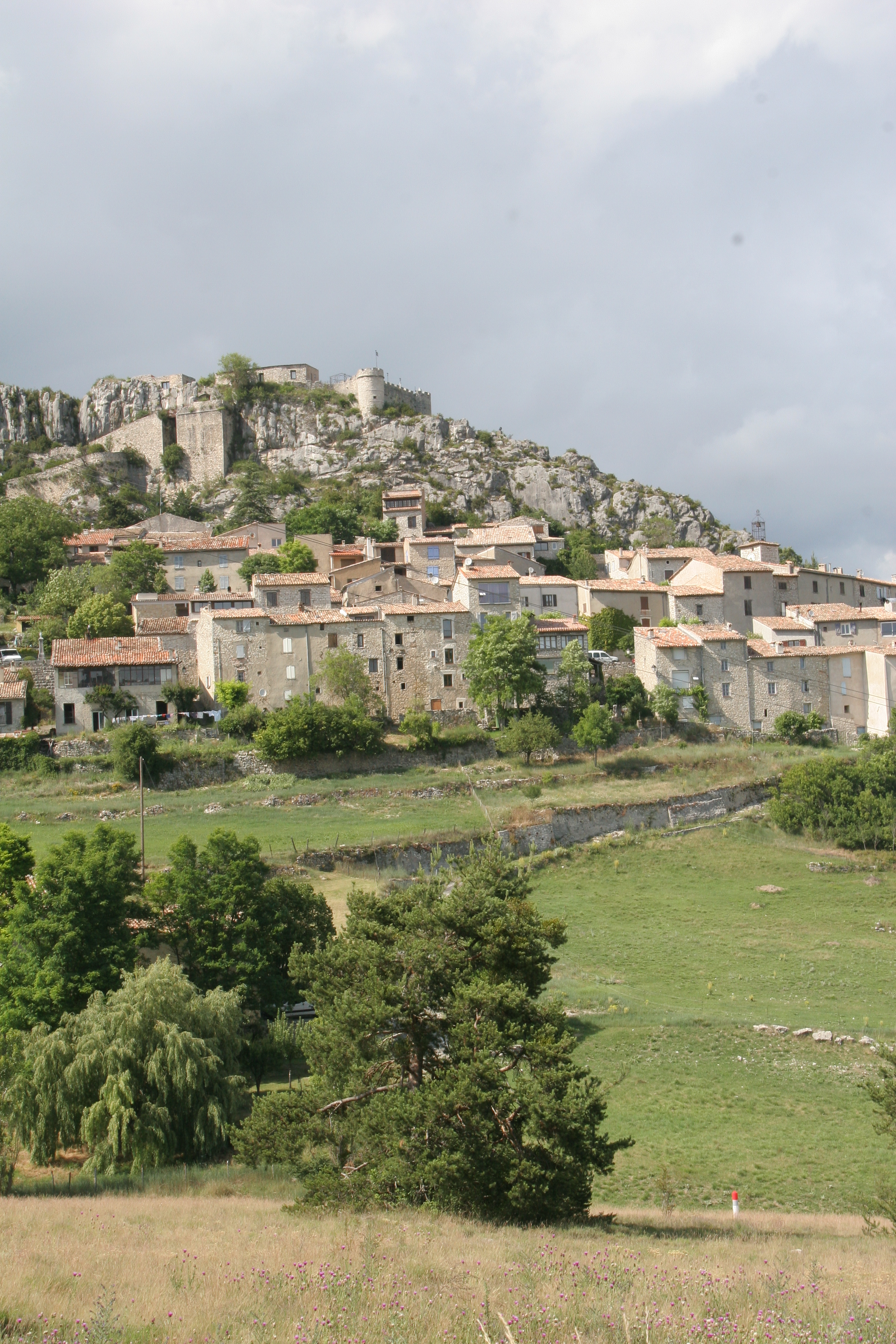
Trigance látképe
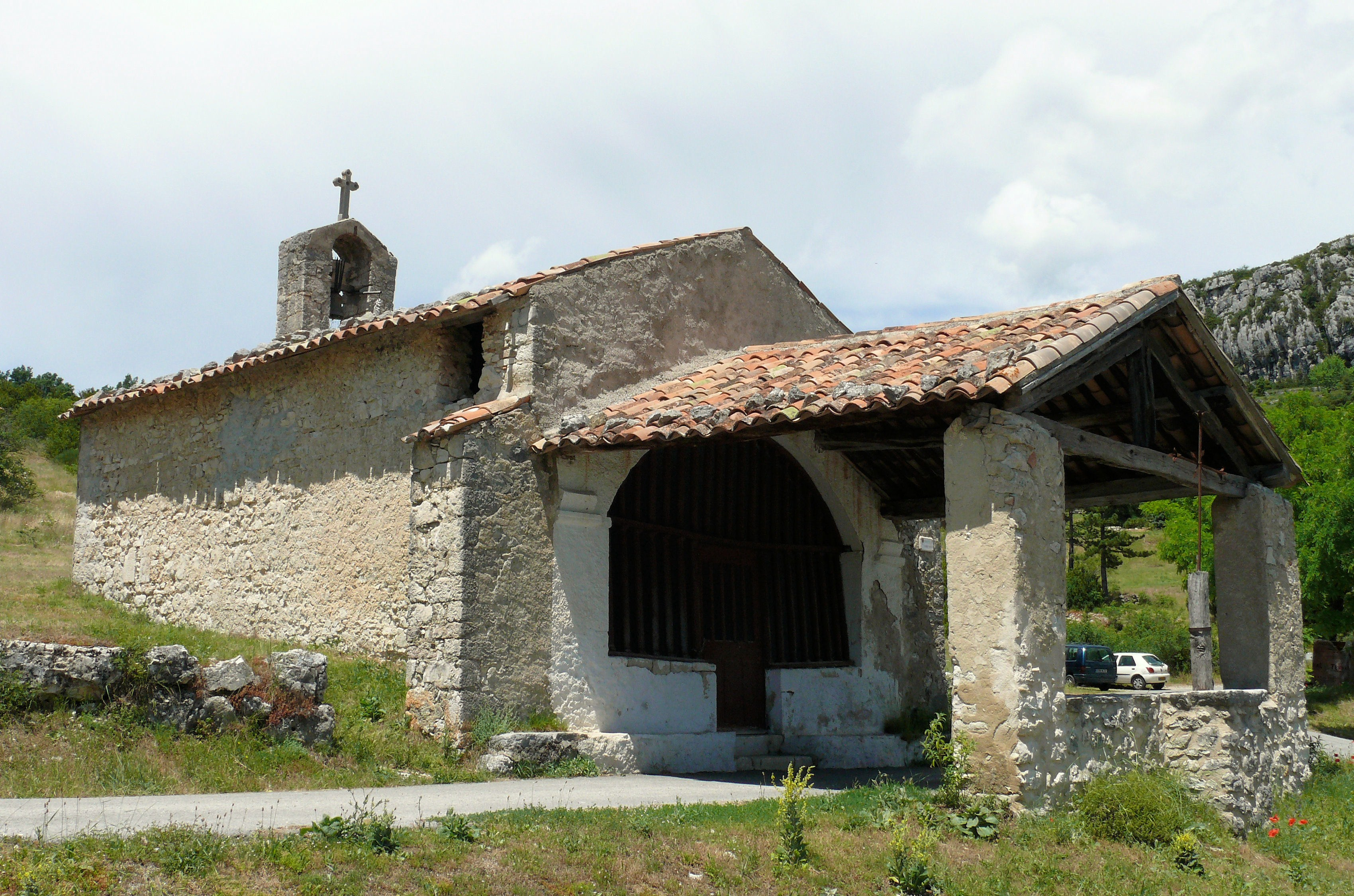
Szent Rókus-kápolna
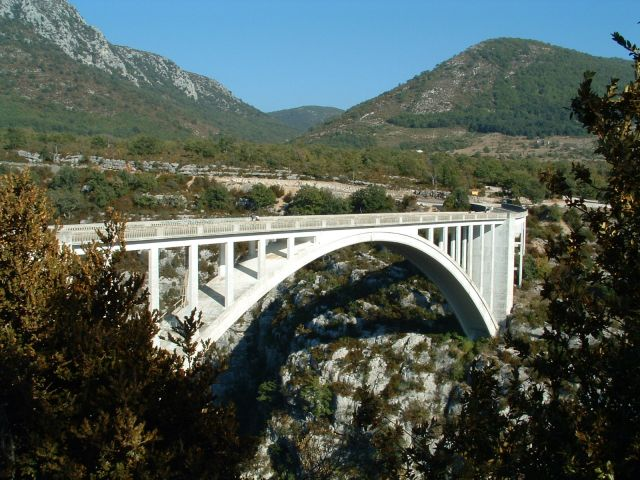
A viadukt
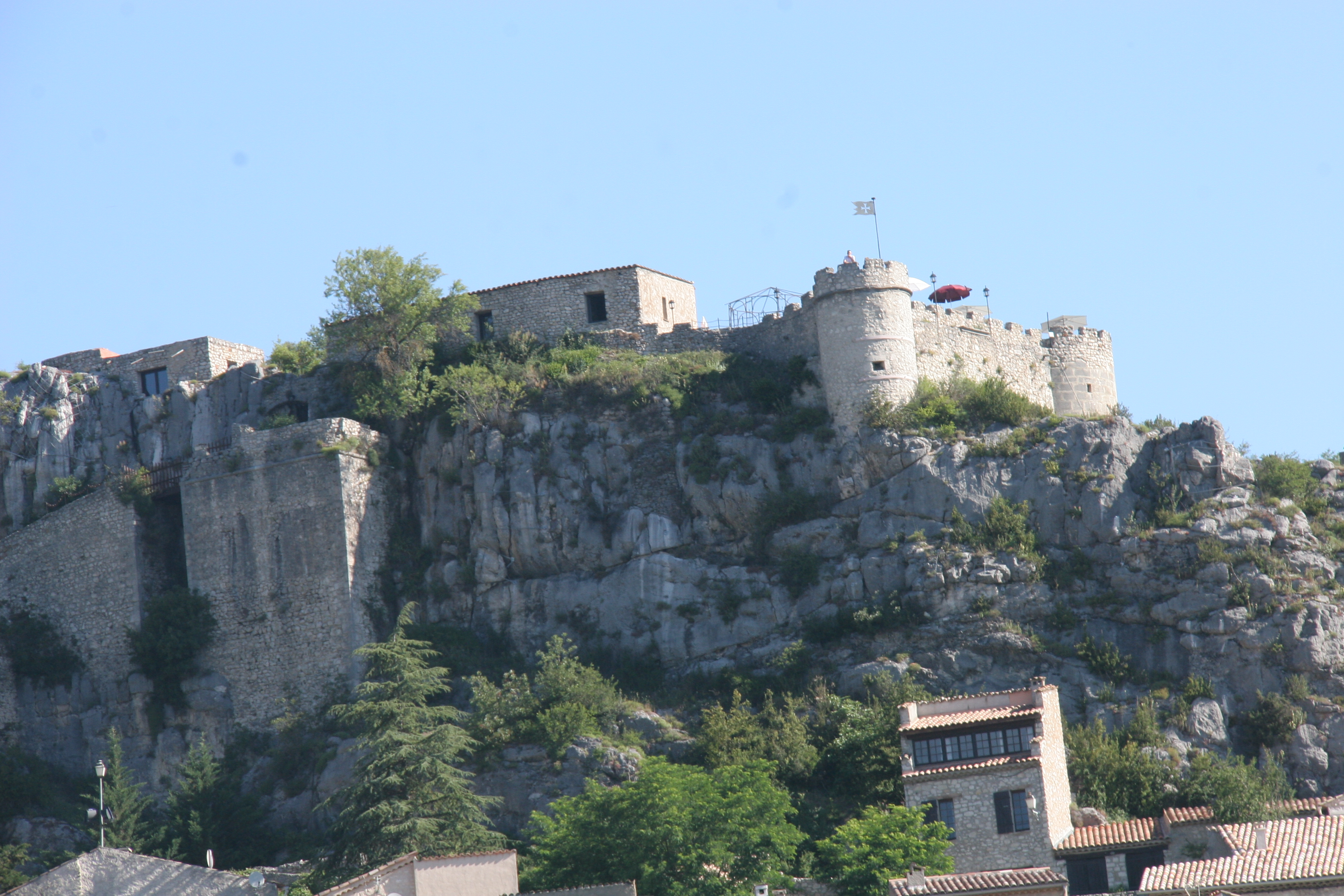
A kastély
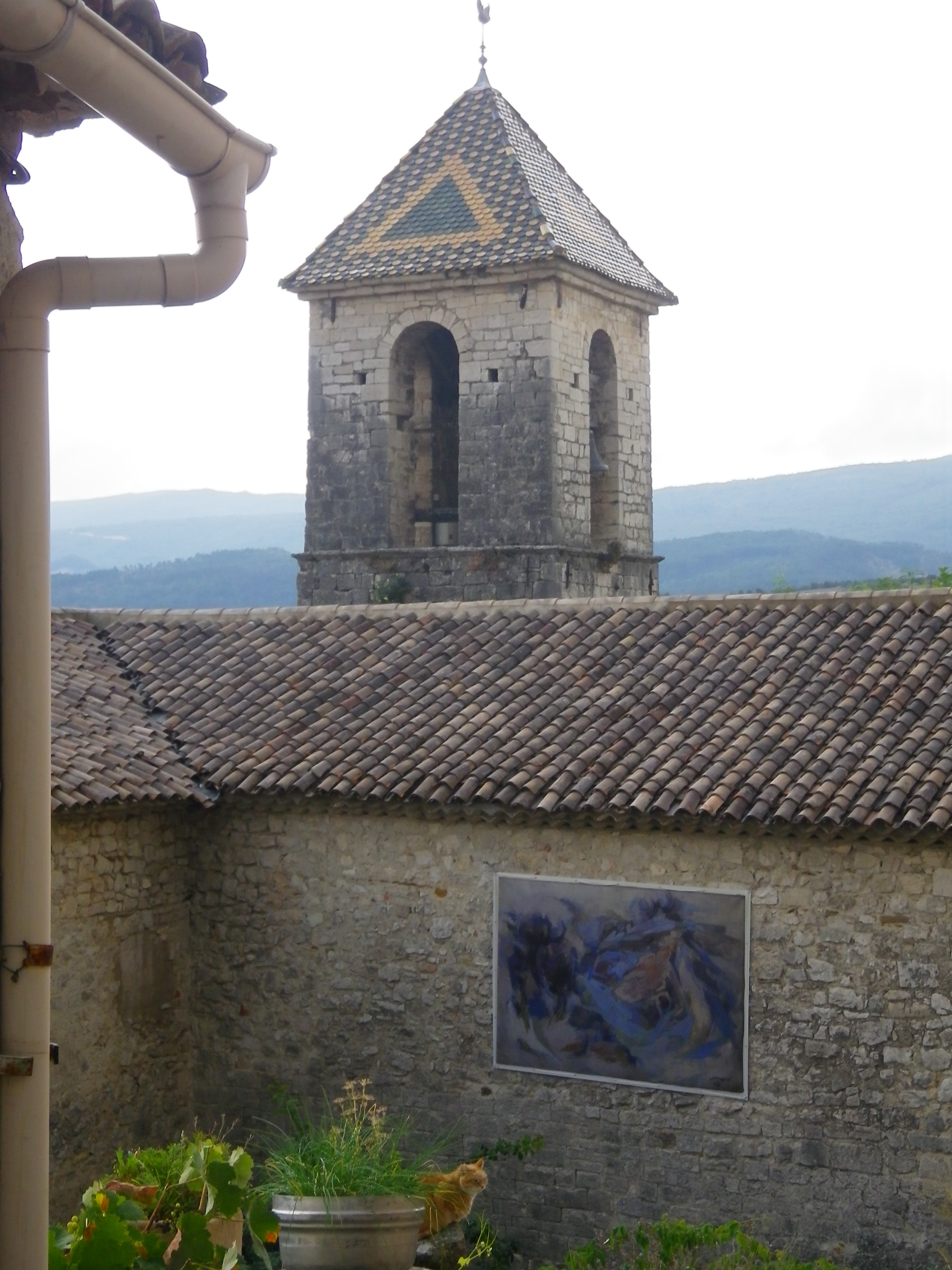
A templom
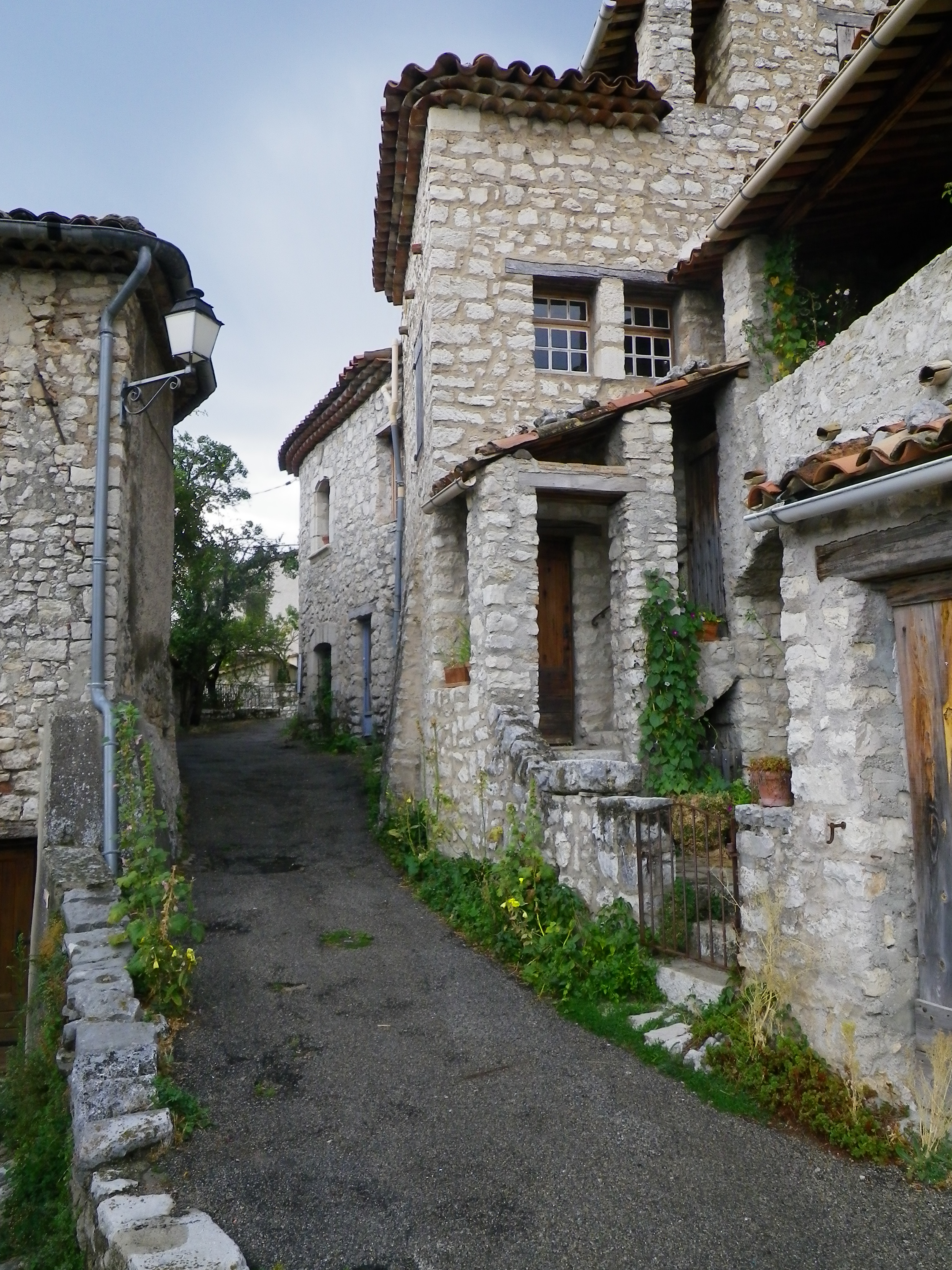
Ó utca